# Военноучебни заведения в България
Военноучебни заведения в България се създават веднага след Освобождението, когато се поставят основите на съвременната Българската войска.

## История
През 1878 г. е открито Софийското военно училище, а през 1912 година е създадено и първото висше военно училище в България – Военната академия.
Началото на Народното военноморско училище „Н. Й. Вапцаров" за кадрите на флота е поставено през 1881 г. в гр. Русе. От 1949 г. носи името на Никола Йонков Вапцаров.
B 1945 г. е създадено Народното военновъздушно училище „Г. С. Бенковски“ в Долна Митрополия.
C Министерска заповед № 160 от 24 април 1946 г., от 1-и май същата година началниците на Военната академия „Г. С. Раковски“, Народната школа за запасни офицери и Народната пехотна школа „Бачо Киро“ минават на подчинение на началника на Народното военно училище „Васил Левски“.
На 18.10.1948 г. със Заповед № 107 на министъра на отбраната се сформира Народно военно артилерийско училище „Г. Димитров“, което отваря врати в София на 1-и ноември същата година. От 1951 г. училището е преместено в Шумен. През 1954 г. се преминава към тригодишен курс на обучение.
През 1949 г. към Народното Военно Училище (НВУ) „Васил Левски“, се създава Музикална кандидат подофицерска школа, в която се приемат ученици на музиканти и се обучават за работа във военни оркестри. Впоследствие същата е реорганизирана във Военномузикална школа „П. И. Чайковски“ със срок на обучение три години.
В края на 40-те години на 20-и век НВУ „Васил Левски“ започва да обучава офицери само за българската пехота и е преобразувано в Народното Военно Пехотно Училище (НВПУ) „Васил Левски“.
Създадена е и Висша артилерийска офицерска школа в Самоков, която през 1955 г. е разформирована и преместена в артилерийското училище в Шумен
В периода от август 1950 г. до ноември 1950 г. са формирани Училището по топография и Военно-политическо училище.
В 1959 г. се появява и Висшето народно военно инженерно-свързочно училище „Георги Дамянов“ в Силистра, където се обучават и химици. 
През октомври 1955 г. тиловото училище от Русе, танковото училище от Ботевград и Народното военногранично училище се вливат в пехотното училище, преместено през 1958 г. в Търново, което се слива с Народната школа за запасни офицери „Христо Ботев“, през август 1963 г. във висшето народно военно училище „Васил Левски“ се влива разформированото Висше народно военно инженерно-свързочно училище „Георги Дамянов“. 
През 1969 г. от ССВУ „Георги Измирлиев“ се отделя артилерийският профил и се прехвърля във Висшето народно военно артилерийско училище в Шумен. От 1962 г., след като Школата за запасни офицери напуска училището в Шумен, в състава му остава да функционира курс за школници, в който се учат младежи със завършено висше образование.
От май 1967 г. на основата на съществуващия чуждестранен курс в гр. Горна Оряховица е формирана Сержантска Школа, която организационно влиза в състава на военното училище в гр. Велико Търново. Така тази школа съществува до юли 1971 г., когато е преобразувана в самостоятелно военноучебно заведение – Средно Сержантско Училище в гр. Горна Оряховица. През юни 1989 г. училището е преместено в гр. Велико Търново като е подчинено на ВВОВУ „Васил Левски“, и е преименувано на Средно Сержантско Общовойсково Училище „Георги Измирлиев“.
През 1998 г. ВВОВУ „Васил Левски“ Сержантското училище е преобразувано в Школа за подготовка на сержанти. Освен това към него е открита и Школа за запасни офицери.

## Действащи военноучебни заведения
| наименование                                                                                          | тип             | създаване                             | наименования |
| --- | --------------- | ------------------------------------- | --- |
| Национален военен университет Факултети: 1. „Общовойскови“, 2. „Артилерия, ПВО и КИС“ 3. „Авиационен“ | висше (от 1924) | 1 септември 1878                      | * Софийско военно училище (1878 – 1881), създадено на 1 септември 1878 г. в Плодив. Преместено в София от 14 до 19 ноември 1878 г., На 26 ноември 1878 г. училището официално е осветено и открито в София със Заповед № 18 на Военното управление на България. * Военно на Негово Величество училище (1881 – 1945) * Народно военно училище „Васил Левски“ (1945 – 2002) * Националнен военен университет „Васил Левски“ (от 2002) |
| Висше военноморско училище „Н. Й. Вапцаров“                                                           | висше (от 1956) | януари 1881                           | * Машинна школа (1881 – 1900), създадена в Русе. Преместена във Варна през 1900 г. * Машинно училище (1900 – 1929) * Морско училище (1929 – 1942) * Военноморско на Негово Величество училище (1942 – 1945) * Военноморско народно училище при Морските войски (1945 – 1946) * Народно военноморско училище (1946 – 1949) * Народно военноморско училище „Н. Й. Вапцаров“ (1949 – 1956) * Висше народно военноморско училище „Н.Й. Вапцаров“ (1956 – 1991) * Висше военноморско училище „Н. Й. Вапцаров“ (от 1991) |
| Военномедицинска академия                                                                             |                 | 1891                                  | София |
| Военна академия                                                                                       | висше           | 1 март 1912                           | * Военна академия (1914 – 1931) * Преподавателски курс (1931 – 1938) * Военна академия (1938 – 1946) * Военна академия „Г. С. Раковски“ (от 1946) |
| Висше транспортно училище                                                                             | висше (от 1984) | 1922 – гражданско от 31.08.2000       | * с Царски указ № 60 от 1922 – Държавно железопътно училище (до 1945) * С ПМС № 3 от 29 ноември 1945 г. се създава Държавно средно училище (1945 – 1950) * С ПМС № 7 от 3 октомври 1949 г. се преобразува в Средно транспортно училище (1950 – 1952) * Със Заповед № 802 от 13 декември 1951 г. на министъра на транспорта се преименува на Транспортен техникум (1952 – 1958) * С ПМС № 76 от 13 май 1958 г. се създава Полувисш железопътен институт * С указ № 671 от 22 септември 1967 г. ПЖИ приема за патрон Тодор Каблешков – първият българин, началник на железопътна гара (Белово) * С Указ на Държавния съвет № 1562 от 21 май 1984 г. се преобразува във Висше военно транспортно училище „Тодор Каблешков“ * на 31 август 2000 г. със Закон за преобразуване на Строителни войски (СВ), Войските на Министерството на транспорта (ВМТ) и Войските на Комитета по пощи и далекосъобщения (ВКПД) в държавни предприятия (ДВ, бр. 57/14.07.2000 г.) ВВТУ „Тодор Каблешков“ е девоенизирано и преименувано във Висше транспортно училище „Тодор Каблешков“ (ВТУ „Тодор Каблешков“) със статут на държавно висше специализирано училище.                |
| Висше строително училище                                                                              | висше (от 1973) | 18.10.1938 – гражданско от 31.08.2000 | * с Царски указ № 22/18.10.1938 е създадена Школа за подготовка на трудови офицери (открита на 3 ноември 1938) * Школа за трудови офицери (1941 – 1951) * от септември 1951 г. Народно училище за трудови офицери (НУТО) * от 1952 г. именувано на бившия главен директор на Трудова повинност – ген. Благой Иванов * с Указ № 795/21.08.1969 г. е преобразувано в Полувисше народно военно училище за офицери от Строителни войски (ПНВУОСВ) * с Указ на Държавния съвет № 1815/16.08.1973 г. – Висше народно военно строително училище „Ген. Благой Иванов“ (ВНВСУ „Ген. Благой Иванов“) * с Указ № 248/15.08.1991 г. на Президента на Р. България – Висше военно инженерно строително училище „Любен Каравелов“ (ВВИСУ „Любен Каравелов“) * на 31 август 2000 г. със Закон за преобразуване на Строителни войски (СВ), Войските на Министерството на транспорта (ВМТ) и Войските на Комитета по пощи и далекосъобщения (ВКПД) в държавни предприятия (ДВ, бр. 57/14.07.2000 г.) ВВИСУ „Л. Каравелов“ е девоенизирано и преименувано във Висше строително училище „Любен Каравелов“ (ВСУ „Л. Каравелов“) със статут на държавно висше специализирано училище. |
| Висше военновъздушно училище „Георги Бенковски“                                                       | висше           | 1959                                  | * Висше народно военно въздушно училище „Георги Бенковски“ (18 юли 1959 – 1991) * Висше военновъздушно училище (1991 – 1 септември 2002) * Факултет „Авиационен“ към НВУ (1 септември 2002 – 1 януари 2020) * Висше военновъздушно училище „Георги Бенковски“ (от 1 януари 2020) |
| Професионален старшински колеж                                                                        |                 | 2007                                  | Варна |

## Бивши военноучебни заведения
| Наименование                                            | Тип | Дати | Наименования | Бележки |
| ------------------------------------------------------- | --- | --- | --- | --- |
| Школа за младши тилови специалисти                      |     | 1888 – 1889 1945 – 1961 | Фелдшерско училище (1888 – 3 януари 1889) Общовойскова санитарна школа (Военно-медицинска школа) (1945 – 1951) Общовойскова медицинска школа (под.80180) (1951 – 1952) Военно-медицинска школа (1952 – 1956) Школа за инструктори и военни готвачи (1950 – 1 януари 1956) Школа за младши тилови специалисти (1 януари 1956 – 1961) | |
| Ветеринарен лазарет                                     |     | 1900 – 1959 | Ветеринарно фелдшерско училище (1900 – 1907) Ветеринарно подофицерско училище (1907 – 1908) Общ ветеринарен лазарет (1908) Ветеринарно подофицерско училище (1908 – 1920) Гарнизонна ветеринарна лечебница (1921 – 1938) Общовойскова ветеринарна лечебница (1938 – 1951) Централен военноветеринарен лазарет (1951 – 1955) Ветеринарен лазарет (1955 – 1959) | [ 1 ] |
| Кавалерийска школа                                      |     | 1899 – 1953 | Кавалерийски курс (1899 – 1906) Кавалерийска школа (16 януари 1906 – 1920) Кавалерийски курс при военното училище (1920 – 1929) Кавалерийски отдел от школата за РБЕК (1929 – 1933) Кавалерийска школа (1933 – 18 февруари 1946) Кавалерийска школа „Г.Бенковски“ (18 февруари 1946 – 15 август 1950) Кавалерийско военно училище „Г. Бенковски“ (15 август 1950 – 30 октомври 1953) | |
| Школа за запасни офицери                                |     | 1901 – 1998 | Школа за запасни офицери (1901 – 1920) Втора софийска жандармерийска дружина (1921 – 1928) Софийска окръжна жандармерия (1928 – 1934) Школа за запасни офицери (1934 – 1945) Народна школа за запасни офицери „Хр. Ботев“ (1945 – 1958) Школа за запасни офицери „Христо Ботев“ (1961 – 1998) | На 1 октомври 1958 се слива с Народното военно училище „Васил Левски“, а на 26 август 1961 функциите ѝ са възстановени. |
| Пехотна школа                                           |     | 1915 – 1950 | Пехотна стрелкова школа (1915, 1918 – 1919) Офицерска стрелкова школа (1915) Пехотна офицерска школа (1919 – 1920) Първа софийска жандармерийска дружина (1921 – 1926) Софийска окръжна пеша жандармерия (1926 – 1928) Школа за ротни, батарейни и ескадронни командири (1928 – 1929) Търновска окръжна жандармерия (1929 – 1934) Пехотна школа (1934 – 1945) Народна пехотна школа „Бачо Киро Петров“ (1945 – 1950) | [ 3 ] |
| Аеропланно училище при въздухоплавателната дружина      |     | 1915 – 1919 | | |
| Школа за запасни офицери - Скопие                       |     | 1916 | Школа за запасни подпоручици (Скопие, 15 май – 21 септември 1916) | |
| Школа за пехотни подофицери (Одрин)                     |     | 1916 – 1917 | Караагач, Одрински окръг в българска Беломорска Тракия | |
| Школа за подготовка на младши подофицери                |     | 1917 – ? | В януари 1917 г. е формирана школа за подготовка на младши подофицери в 1-ва планинска дивизия. Подчинена на началника на Македонската областна военна инспекция. | |
| Школа за пехотни подофицери (Ниш)                       |     | 1917 – 1918 | | |
| Артилерийска школа                                      |     | 1917 – 1948 | Офицерска артилерийска стрелкова школа (1917 – 1918) Артилерийска школа (1918 – 1948) | На 27 ноември 1948 на базата на Артилерийската школа, учебния противовъздушен дивизион, юнкерския артилерийски дивизион от Народното артилерийско училище „Васил Левски“ и артилерийските поделения от Народната школа за запасни офицери „Христо Ботев“ се формира Народното военно артилерийско училище. |
| Картечно училище при Първа армия                        |     | 1918 – ? | | |
| Телеграфо-пощенско училище                              |     | 1922 – 1948 | | Девоенизирано през 1948 година |
| Народно военновъздушно техническо училище               |     | 1924 – 1960 | Авиационно училище (1924 – 1930) Учебен орляк (1930 – 1938) Въздухоплавателни школи от въздушните войски (1938) Въздушните школи (1939) Въздушен учебен полк (1940 – 1945) Подофицерско въздушно училище от въздушните учебни части (1945 – 1950) Народно военновъздушно техническо училище „В.Коларов“ (1950 – 1960) | [ 4 ] |
| Народно военно инженерно училище‎                        |     | 1930 – 1954 | Инженерен отдел от ШРБЕК (1930 – 1933) Инженерна школа (1933 – 1939) Инженерно-свързочна школа (1939 – 1942) Инженерна школа (1942 – 1950) Народно военно инженерно училище (1950 – 1954) | На 1 ноември 1954 се слива с Народното военно свързочно училище и образува Народно военно инженерно-свързочно училище |
| Школа за запасни подофицери по химическата защита       |     | 1937 – ? | През май 1937 г. е открита Школа за запасни подофицери, подготвяща помощни кадри по химическата защита на войските към общовойсковата химическа рота към 1-ви инженерен полк създадена на 30.03.1935 г. в София. На 18 август 1949 г. химическата рота е реорганизирана и прераства в самостоятелна общовойскова химическа дружина. От октомври 1951 г. Народно военно химическо училище (НВХУ) заедно с 59-и отделен батальон за химическа защита, предислоциран през 1959 г. в Горна Оряховица сформирани от дотогавашната общовойскова химическа дружина. Днес химическият батальон е част от 38-и полк за ядрена, химическа, биологическа защита и екология, специализиран в дейности за санитарна обработка и радиационно и химическо разузнаване. | |
| Военновъздушна и свързочна школа - Скопие               |     | 1941 – 1944 | Въздушно-свързочно училище (Скопие) | |
| Народно военновъздушно училище                          |     | 1945 – 1959 | Народно военно въздушно училище „Г. Бенковски“ | |
| Военно въздушно училище за щурмани и свързочници        |     | 1945 – 1954 | | През 1954 г. влиза в състава на Народното военно въздушно училище „Георги Бенковски“ |
| Народно военно химическо училище                        |     | 1947 – 1955 | | |
| Народно военно медицинско училище                       |     | от 1949 | | |
| Народно военно свързочно училище                        |     | 1950 – 1954 | | На 1 ноември 1954 се слива с Народното военно инженерно училище и образува Народно военно инженерно-свързочно училище |
| Народно военно тилово училище                           |     | 1950 – 1955 | | Със заповед № 475 от 27 октомври 1955 г. училището е закрито и присъединено към Народното военно училище „Васил Левски“ |
| Народно военно танково училище                          |     | 1950 – 1955 | | |
| Народно военно гранично училище                         |     | 1950 – 1956 | | |
| Народно Суворовско училище                              |     | 1951 – 1955 | | |
| Народно Нахимовско училище                              |     | 1951 – 1955 | | |
| Народно военно училище за преводачи                     |     | от 1950 | | |
| Висша стрелкова тактическа школа                        |     | 1952 – 1959 | | |
| Висше народно военно инженерно-свързочно училище        |     | 1954 – 1963 | Народно военно инженерно-свързочно училище (1 ноември 1954 – 29 август 1959) Висше народно военно инженерно-свързочно училище „Г. Дамянов“ (29 август 1959 – 1963) | |
| Средно сержантско военно училище                        |     | 1967 – 1989 | Сержантска школа (1967 – 1971) Средно сержантско военно училище „Г. Измирлиев“ (1971 – 1989) | |
| Средно сержантско военно музикално училище              |     | 1971 – 2001 | | |
| Средно сержантско железопътно училище - Горна Оряховица |     | Създадено е било с указ 1116 от 1989 година на Министерски съвет на Народна Република България, съществувало е 1989 - 2000 год.: тригодишно редовно обучение - специалности: помощник-локомотивен машинист, началник влак, постови стрелочник, жп строител, машинист на тежка жп механизация, монтьор по поддръжка и ремонт на железния път и съоръженията към него. Горният му вход е бил на около 50 м югоизточно от прелеза, по жп линия Горна Оряховица - Елена, на бул. ,,Св. княз Борис I", между поделения на химически войски и гражданска защита; част от обучението са били теоритична и практическа части за шофиране на товарен автомобил ГАЗ-53 - като успешно завършилите ги, след навършване на пълнолетие, са получавали шофьорска книжка категория С. | | |